# Mays lag
Mays lag  ("May's law") är en teori inom statsvetenskap som har fått skiftande stöd i forskningen.:36 Den är uppkallad efter statsvetaren John May.:17
Enligt May tenderar aktiva partimedlemmar i politiska partier att vara mer ideologiskt extrema än partiets väljare.:36 Det kallas "Mays lag".:56
Denna målkonflikt medför ett dilemma för partierna att antingen::36
- Maximera partiets interndemokrati och riskera att försämra dess representativitet i den stora representativa demokratin.
- Prioritera att representera väljarna och riskera att försämra partiets interna demokrati.

För att maximera partiets stöd eftersträvar partiets företrädare att istället tillfredsställa väljarna på bekostnad av partiaktiva med mer extrema åsikter.:36